# Parlambean
Parlambean is een bestuurslaag in het regentschap Serdang Bedagai van de provincie Noord-Sumatra, Indonesië. Parlambean telt 679 inwoners (volkstelling 2010).